# Beyond Fear
Beyond Fear es una banda de heavy metal originaria de Akron, Ohio, Estados Unidos formada por Tim "Ripper" Owens después de dejar Judas Priest como proyecto paralelo a su anterior banda Iced Earth.

## Historia
La banda se inició en gran parte para satisfacer el deseo de Owens de participar en la composición de canciones en un álbum de heavy metal, algo que le había negado en la mayoría de sus experiencias musicales previas. Los derechos de escritura se dividen entre Owens y el guitarrista, John Comprix. Un demo fue grabado después de un mes, y el álbum debut fue lanzado un año más tarde. Más tarde, el mismo año que su álbum debut fue lanzado, el guitarrista Dwayne Bihary decide dejar la banda, con el motivo de querer mantenerse como privado.
Owens habló recientemente sobre el siguiente álbum de estudio, luego de Beyond Fear, en una entrevista con Metal Asylum: "Siempre será metal clásico, pero he pensado mucho en las últimas canciones que hemos grabado para el debut, como Scream Machine, que luego se convirtieron en las favoritas de los fans. La letra de una canción como esa no eran tan serias sino más letras cliché en el metal. Saben sobre "Metal Machine" (risas), así que creo que algunas de las canciones nuevas podrían ir en esa dirección. Todavía tenemos canciones como "Save Me" pero creo que es probable que tenga un poco más de agresividad. John Comprix y yo hemos estado escribiendo por un tiempo, tengo un montón de ideas y melodías en mi cabeza que realmente no podría utilizar en cualquier otro lugar (risas). Es genial utilizarlas para Beyond Fear. Quiero decir, he sido un escritor durante muchos años, pero no consigo hacerlo tanto como me gustaría y Iced Earth me mantiene muy ocupado, pero su agradable que de vez cuando y por un tiempo pueda hacer lo mío con Beyond Fear. Debemos tomarnos nuestro tiempo con esta banda y practicar juntos. Quiero decir que lo que quiero es escuchar todas mis influencias en un disco, eso es lo que gusta hacer con Fear. " 

## Miembros
- Tim "Ripper" Owens - Voz
- John Comprix - Guitarra solista
- Dennis Hayes - Bajo
- Eric Elkins - Batería

### Antiguos miembros
- Dwayne Bihary - Guitarra rítmica

## Discografía
- Beyond Fear - (2006)